# Mária Zakariás
Mária Zakariás (ur. 28 grudnia 1952 w Budapeszcie) – węgierska kajakarka. Brązowa medalistka olimpijska z Moskwy.
Zawody w 1980 były jej jedynymi igrzyskami olimpijskimi. Została medalistką w K-2 na dystansie 500 metrów (wspólnie z Évą Rakusz). Była trzykrotną medalistką mistrzostw świata. Zdobyła srebro w 1973 w kajakowych czwórkach na dystansie 500 metrów i dwukrotnie sięgała po brąz tej imprezy (1974: K-2 500 m; 1975: K-4 500 m).
Jej mąż Csaba Giczy również był kajakarzem, dwukrotnym medalistą olimpijskim.